# Кобец, Анатолий Степанович
Анатолий Степанович Кобец (укр. Анатолій Степанович Кобець; 22 июля 1955, Межевая, Днепропетровская область) — украинский учёный, педагог, профессор (2003), ректор Днепровского государственного аграрно-экономического университета. Академик АН Высшего образования Украины. Заслуженный работник образования Украины (2009).

## Биография
В 1978 году окончил факультет механизации сельского хозяйства Днепропетровского сельскохозяйственного института. Работал старшим научным сотрудником на кафедре сельскохозяйственных машин альма матер. С 1980 — старший научный сотрудник научно-исследовательского института Нечернозёмной зоны Украины в г. Коростень. В 1983—1986 — аспирант Всесоюзного научно-исследовательского института сахарной свеклы и сахара (ВНИИСС) (г. Киев).
С 1986 — кандидат технических наук, тема диссертации «Обоснование рабочего процесса и параметров комбинированного выкапывающего устройства машины для уборки кормовой свеклы». В том же году ученому присвоено звание «Лучший молодой изобретатель Украины», был назначен заведующим лаборатории НИИ Нечернозёмной зоны Украины.
С 1990 года работает в Днепропетровском государственном аграрном университете на должностях доцента кафедры сельскохозяйственных машин, декана факультета механизации сельского хозяйства, с 2001 года — первый проректор по учебной работе, с 2007 — ректор Днепропетровского государственного аграрного университета.

## Научная деятельность
А. С. Кобец — специалист в области механизации выращивания корнеплодов, разработки и применения полимерных материалов.
Под научным руководством профессора А. С. Кобца создана научная школа «Разработка и исследование рабочих органов для обработки почвы и уборки корнеплодов в сложных условиях», которая плодотворно работает над совершенствованием существующих и созданием новых рабочих органов сельскохозяйственных машин и их рациональным использованием. По результатам проведенных аналитических исследований созданы теория взаимодействия эластичных рабочих органов с корнеплодом; теория процесса направленного износа почвообрабатывающих рабочих органов, оснащенных элементами локального упрочнения; теоретическое обоснование процесса выкапывания корнеплодов.
А. С. Кобец — автор более 480 научных работ, посвященных актуальным теоретическим и научно-практическим вопросам механизации сельского хозяйства. Среди них монографии «Устойчивое развитие сложных динамических систем» и «Теория и расчет копателей для уборки картофеля», более 20 патентов на изобретения, а также «Практикум по использованию машин в растениеводстве», «Лабораторный практикум по использованию машин в растениеводстве», «Курсовое проектирование с машиноиспользованием в растениеводстве». Им опубликовано учебное пособие «Основы теории рабочих органов сельскохозяйственных машин».
Получил около 200 авторских свидетельств и патентов на изобретения.
Под его руководством защищены три кандидатские диссертации. Он является главным редактором научно-теоретического и научно-практического журнала «Вестник Днепропетровского государственного аграрного университета».